# Master and Servant
 «Master and Servant»  - другий сингл британської групи  Depeche Mode  з їх четвертого студійного альбому  Some Great Reward  і одинадцятий в дискографії групи. Вийшов 20 серпня 1984. Незважаючи на що проходили навколо пісні суперечки, їй вдалося досягти дев'ятий рядки у UK Singles Chart. Пісня також досягла 49-го рядка в American dance chart і 87-й у Billboard Hot 100.

## Подробиці
Версія « Slavery Whip Mix » була найдовшою версією пісні Depeche Mode, виданої на 12". «Voxless» - це інструментальний мікс пісні. Сторону «Б» займає пісня «(Set Me Free) Remotivate Me», яка на релізі 12" представлена довшою версією - «Release Mix».
Деякі версії синглу містять пісню «Are People People?», В якій були використані семпли з пісні «People Are People». «Are People People?» І «Master and Servant (An ON - USound Science Fiction Dance Hall Classic)» з'явилися на збірці 2004 Remixes 81–04. Ці ремікси були зроблені Едріаном Шервудом.
Процес виробництва та відомості « Master and Servant » запам'ятався  Алану Уайлдеру , Деніелу Міллеру і Гарету Джонсу, як найтриваліший з числа тих, що групі вдавалося перенести. Відома історія про зведення пісні, що тривав протягом семи днів, коли після всіх переробок і остаточного мастерингу було виявлено, що вони забули приглушити канал малого барабана після останнього приспіву.
Відеокліп на «Master and Servant» був знятий режисером Клайвом Річардсон.
Деякі з звуків, що зустрічаються у «Master and Servant», такі як звуки удару батога, засновані на шиплячих і «плюють» звуках, які Деніел Міллер спеціально видавав у студії. Згідно групі, спочатку вони намагалися використовувати для запису справжню батіг, але у них нічого не вийшло.
Тема віршів пісні, відверто сексуальна і БДСМ-орієнтована, укупі зі звуковими ефектами батоги і ланцюгів, стала причиною заборони пісні на багатьох радіостанціях у США. Хоча пісня і проникла у Billboard Hot 100, вона зайняла там лише 87-й рядок, і перебувала у чарті всього три тижні. Також пісня була ледь не заборонена на BBC. Цього не сталося почасти тому, що коли проходило голосування з цього приводу, один з прихильників заборони пісні відсутній на ньому, перебуваючи у відпустці.
Інструментальна частина пісні використовувалася групою під час туру на підтримку альбому Some Great Reward, що проходив у 1984 - 1985 роках.